# Jo Corbeau
 (août 2018).
Si vous disposez d'ouvrages ou d'articles de référence ou si vous connaissez des sites web de qualité traitant du thème abordé ici, merci de compléter l'article en donnant les références utiles à sa vérifiabilité et en les liant à la section « Notes et références ».
Pour les articles homonymes, voir Corbeau (homonymie).
Jo Corbeau (nom d'état-civil Georges Ohannessian) est un chanteur français de reggae, auteur-compositeur d'origine arménienne, né à Marseille le 1er décembre 1946.

## Biographie
Après des études aux Beaux-Arts à Marseille puis à Paris, il fonde en 1971 le groupe Albert et sa fanfare Poliorcétique qui crée le premier opéra-rock français La Malédiction des rockers (en signant un contrat avec le label discographique Disques Barclay / Riviera) en 1972. Le groupe se produit à la biennale de Paris, à Bobino, à la Fête de l'Humanité, au festival de Tabarka en Tunisie, à l'Hippodrome de Pantin, à l'émission de radio Le Pop-Club de José Artur, chez Claude Villers ou dans l'émission de télévision Pop 2 de Patrice Blanc-Francart. C'est à cette époque que Georges prend le nom de Jo Corbeau.
En 1974, il rejoint Actuel comme illustrateur et scénariste. A la même époque, il collabore également avec le magazine Jazz Hot. Bizot l'engage comme comédien sur son unique film La Route tourné en Inde et à Bali, dans lequel Jo interprète deux chansons : Quand vient le soir et Le Rock du plastic.
En 1978, Jo écrit et compose son premier titre reggae Reggae Lussac , suivi de compositions comme Rock à Marseille , Le Rasta de Mourepiane , L’Éloge de la folie .
En 1982, Jo rejoint le groupe antillais Men in the Hill. Ils enregistrent le single Forza Bastia, Armageddon (une adaptation de Joseph Hill) et Nord Sud Reggae.
En 1983, Jo participe aux émissions Radio Invisible Internationale et lance le Djibrill Sound System.
En 1985, il crée le groupe Jo Corbeau Illimited Compagnie avec lequel il enregistre notamment : Savon de Marseille, MDM, Red Rock Reggae, Panique Internationale.
1986, il enregistre à Londres J'aime l'OM avec le producteur bassiste Dennis Bovel, chef d'orchestre de Linton Kwézi Johnson ( LKJ ), et son Dub Band.
Il écrit sa première chanson en arménien en 1989 : Arévin Tsaïn (« Le Son du soleil »), qu'il chante lors du concert Réveil de l’Arménie qu'il organise avec l'association Azadakroutioun (« Liberté nationale ») en soutien aux victimes du séisme arménien.
En 1992, il participe à l’ouverture de la première Fiesta des Suds avec les rockers de Tarif Réduit et Fun Gabriel et les rappeurs de BWZ (Futurs Fonky Family) en ouverture du concert « Chaman Urbain » avec le Jah Rock Orchestra.
En 1996, il réalise Roi des Rois dont la pochette est réalisée par l'artiste rasta Fluoman. A cette époque, il fonde un nouveau groupe, le Dub Olympique. L’album de quatre titres Yéba Aïoli sort en 1998 (Kosmic).

## Discographie
- 1972 : 33T La Malédiction des rockers (Disques Barclay / Riviera)
- 1978 : 45T Saloperie de Rock n' Roll (Pathé-Marconi)
- 1986 : Single J'aime l'OM (Yaba Music / Tonic Productions)
- 1987 : Single Savon de Marseille / MDM (Cactus)
- 1989 : Single Red Rock Reggae / Panique internationale (Cactus-Thonic)
- 1996 : CD Roi des rois (Sideral Label / Kosmic Associes)
- 1998 : EP 5 titres Yeba aïoli (Sideral Label/ Kosmic Associes)
- 1999 : CD LIVE Rub a dub phocéen (Kosmic Associes)
- 1999 : BO du film Passe ton ballon, auteur-interprète de la chanson du film Les Collègues de Philippe Dajou
- 2001 : Single La Bouillabaisse (Tréma)
- 2010 : CD Le Jardin paradoxal (Rastyron Records / ADN)
- 2016 : EP Seventy Moon (Rastyron Records)